# إيرف ويسينويسكي
إيرف ويسينويسكي (بالإنجليزية: Irv Wisniewski)‏ هو مدرب كرة سلة أمريكي، ولد في 8 يناير 1925 في توليدو في الولايات المتحدة، وتوفي في 26 فبراير 2014 في نيوارك في الولايات المتحدة.